# Albertine Sarrazinová
Albertine Sarrazinová, nepřechýleně Albertine Sarrazin, rodným jménem Albertine Damien (17. září 1937, Alžír – 10. července 1967, Montpellier) byla francouzská spisovatelka a básnířka, autorka známého románu s autobiografickými prvky L'Astragale (česky: Astragal).

## Život
Narodila se v hlavním městě Alžírska, Alžíru a brzy po porodu byla převzata do místní sociální péče a pokřtěna Albertine Damien (podle svatého Damiána, jehož svátek na ten den připadal). V roce 1939 ji adoptovala rodina vojenského lékaře, která ji dala jméno Anne-Marie R…, jehož zkrácenou formu Annick, používala později v soukromé korespondenci. V roce 1947 se rodina po odchodu jejího adoptivního otce do důchodu, přestěhovala na jih Francie, do města Aix-en-Provence. Albertine neměla v rodině dobré podmínky, od deseti let se stala terčem sexuálního obtěžování ze strany strýce, což mělo za následek psychické trauma provázené myšlenkami na útěk z domova.
Rodina byla silně nábožensky založená a Albertine navštěvovala ještě v Alžíru soukromou církevní školu. Po přestěhování do Francie, pokračovala v Aix-en-Provence ve studiu na internátní škole Sainte Catherine de Sienne. Přestože byla inteligentní a měla dobré studijní výsledky, rodina ji, pro její nepoddajnou povahu, poslala do polepšovny Dobrý pastýř (Prison Le bon Pasteur) v Marseille. Při vstupu dostala jméno Annick, odvozené od jména Anne-Marie, získaného při adopci.
Podařilo se jí složit první část maturitní zkoušky, pak z polepšovny utekla a autostopem se dostala do Paříže, kde se živila drobnými krádežemi a prostitucí. Když s kamarádkou provedly ozbrojené přepadení obchodu s konfekcí, byla zadržena, odsouzena a uvězněna. Ve vězení složila druhou část maturitní zkoušky, začala psát poezii a redigovat své literární pokusy, které si od mládí zapisovala do kroužkových bloků. Mezi prvními byla povídka Les aventures de trois guides indisciplinées (Dobrodružství třech neukázněných průvodců), kterou napsala, když jí bylo 13 let. Ve vězení také absolvovala jeden běh kurzu
literární tvorby.
Při útěku z prvního vězení si při skoku z vysoké zdi zlomila kotníkovou, hlezenní kost, nazývanou též astragal. Tímto názvem později pojmenovala i svůj první autobiografický román. Po úrazu se jí ujal kasař Julien Sarrazin, který ji na nějaký čas ukryl, stal se její životní láskou a brzy i jejím manželem. Pro nezákonné činy, kterými se živili, pobývali většinu času za mřížemi, buď ve stejný čas, ve stejném vězení, nebo každý zvlášť na jiném místě. Jediným pojítkem mezi nimi byly krátké návštěvy ve vězení a četná milostná korespondence. Po předposledním propuštění z výkonu trestu pracovala jako prodavačka zmrzliny a pomocná síla v obchodním domě v Troyes, později jako zprávařka v místním tisku v Alès u Nîmes.
V polovině 60. let 20. století vydala pod jménem Albertine Sarrazin, krátce po sobě tři autobiografické romány, z nichž nejznámější je L'Astragal. Úspěch tohoto románu i románu La Cavale (Útěk), umožnil manželům, kteří již byli oba na svobodě, prožít společně čas ve venkovském domě jejich dobrého přítele v Cévennes . Tam autorka dokončila svůj třetí román La Traversière (Kriminálnice), který začala tajně psát ve vězení a pokračovala při jeho psaní na svobodě, když čekala na Julienovo propuštění. Je to nejosobnější výpověď o vězeňském životě, utajované literární činnosti, lásce k Julienovi i problematickém vztahu k adoptivní matce.
Autorka pobývala ve vězení (s krátkými přestávkami) celkem 8 let. Spolu s přemírou alkoholu a nikotinu, když byla na svobodě a čekala na manžela, to mělo za následek náhlé zhoršení zdravotního stavu a její hospitalizaci. Nejprve se podrobila operaci žaludečního vředu a když jí selhala funkce jedné ledviny, lékaři doporučili její chirurgické odstranění. Přes autorčin optimismus a víru v uzdravení, několik dnů po provedené nefrektomii, zemřela 10. července 1967 v nemocnici v Montpellier ve věku 29 let.

## Dílo

### Beletrie
- 1965 L'Astragale (Astragal)
- 1965 La Cavale (Útěk)
- 1966 La Traversière (Kriminálnice)
- 1969 Romans, lettres et poèmes
- 1969 Poèmes
- 1971 Lettres à Julien
- 1972 Le Times, journal de prison 1959
- 1973 la Crèche, Bibiche, l'Affaire Saint-Jus, le Laveur (novely)
- 1974 Lettres de la vie littéraire
- 1976 Le Passe-Peine
- 1976 Biftons de prison

#### Česky
- Astragal, 1968, Odeon a 1996, MAŤA
- Kriminálnice, 1997, MAŤA
- Útěk, 2003, MAŤA

### Filmové zpracování románů
- 1969 L'Astragale, režie: Guy Casaril
- 1971 La Cavale, režie: Michel Mitrani